# 普魯士的瑪麗 (1825年)
普鲁士的玛丽·费莉德丽克·法兰西丝卡·海德薇（德語：Marie Friederike Franziska Hedwig von Preußen，1825年10月15日—1889年5月17日）是巴伐利亚王国的王后和普鲁士王国的公主。她的丈夫是巴伐利亚国王马克西米利安二世。
玛丽的父亲是普鲁士王子威廉，祖父是国王腓特烈·威廉二世。1842年，她和当时还是王储的马克西米利安结婚。她育有两名儿子，长子就是那位以修建新天鹅城堡而闻名的路德维希二世。1886年路德维希二世死后，她的次子奥托继位，但因为精神失常从未实际统治。